# Agunnaryd
Agunnaryd est une localité de Suède dans la commune de Ljungby située dans le comté de Kronoberg.
Sa population était de 206 habitants en 2019.
Elle est notamment connue pour être la dernière lettre de l'acronyme IKEA, créé par le concepteur de l'entreprise: Ingvar Kamprad.